# 남공도선 (서단)
남공도섬 (서단)(중국어: 南港島綫（西段）, 영어: South Island line (West))은 홍콩 지하철의 예정 노선이다. 홍콩섬 남서부 연안, 섹통저이 (홍콩대학역)과 웡죽항 일대를 운행하게 된다. 2014년 홍콩 정부가 발간한 <철도 개발 전략 (RDS-2014)>에 처음 제안되었으며, 오는 2021년~2026년에 공사가 시작될 것이라고 전망했다. :61
기존 남공도선과 마찬가지로 홍콩섬 남구 일대를 나머지 지하철 노선과 연결함으로서 환승 효과를 낼 것으로 기대되고 있다.

## 역사

2014년안에 따른 남공도선(서단)의 노선도 (보라)

그간 홍콩 지하철의 사각지대였던 홍콩섬 남구에 노선을 건설하는 방안은 일찍이 1980년대 초부터 부상하였다. 1989년 당시 홍콩 정부는 계획중인 노선이던 둥가우룽선을 남쪽으로 연장, 성완에서 헝공자이 (애버딘)까지 연장하는 방안을 내놓았다.
4년 뒤인 1993년 홍콩 교통당국은 틴완을 환승역으로 두 개의 남구 노선을 신설하는 방안을 제시하였다. 애드미럴티-틴완-압레이차우를 잇는 종축 노선과, 텔레그라프만 (현 사이버포트)에서 와푸단지, 와과이단지, 틴완, 헝공자우를 거쳐 해양공원을 잇는 횡축 노선이었다. 다만 해당 지역의 도로망이 충분히 조성되어 있는 관계로 사업의 시급성은 없다고 판단됐다. 1999년에 나온 또다른 지하철 노선 계획안에서는 북쪽 종착역을 성완역으로 옮기는 것을 제외하면 동일했다.
2000년 홍콩 철도개발전략(RDS) 보고서에서는 남공도선을 장기개발 목록에 포함시켰으나 노선형을 충분히 고려하지 않았다는 이유로 폐기하였다. 이후 2007년에는 오는 2011년 착공, 2013년에는 2015년에 착공, 2014년에는 2021년에 착공될 것이다라고 발표하는 등 건설 계획을 이행하겠다는 당국의 약속이 수차례 거듭되었으나, 남공도선 서단 노선은 아직까지도 계획 단계에 놓여 있는 실정이다.
2023년에는 홍콩 운수급물류국 (運輸及物流局)에서 2027년 와푸 주택단지의 재개발 계획에 따라 본 노선의 건설도 이뤄질 것이라고 공식 확인하였다.

## 역 목록

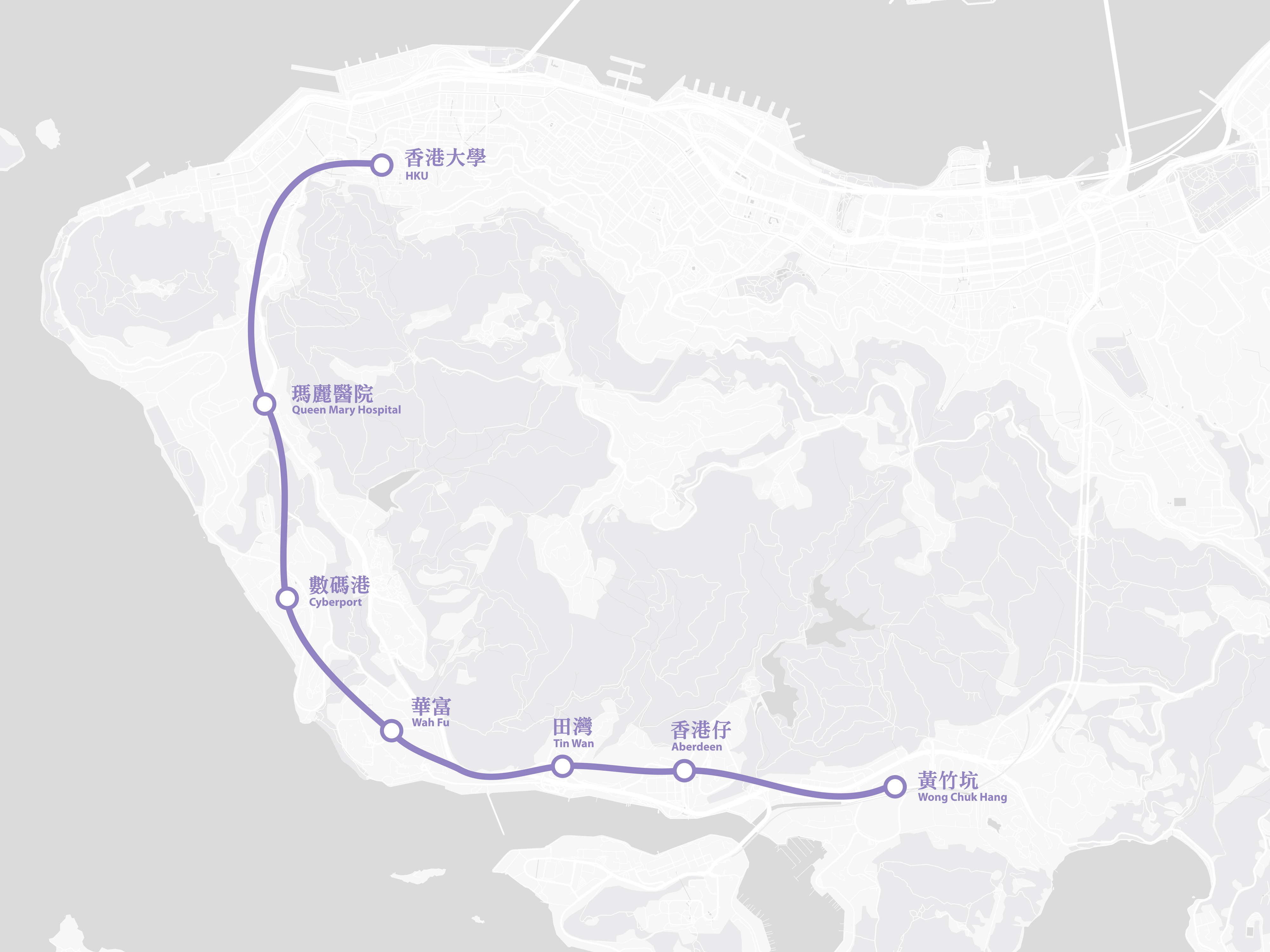
남공도선 서단의 실측 기반 노선도 (역명은 미정)

다음은 남공도선 (서단)의 역 목록이다.
| 역명     | 역명         | 역명     | 역명                | 환승     | 개통일           | 행정구역 |
| 한국어명 | 한국어명     | 한자명   | 영어명              | 환승     | 개통일           | 행정구역 |
| -------- | ------------ | -------- | ------------------- | -------- | ---------------- | -------- |
|          |              |          |                     |          |                  |          |
|          | 홍콩대학     | 香港大學 | HKU                 | 공도선   | 2014년 12월 28일 | 중사이구 |
|          | 퀸 메리 병원 | 瑪麗醫院 | Queen Mary Hospital |          | (건설 예정)      | 남구     |
|          | 사이버포트   | 數碼港   | Cyberport           |          | (건설 예정)      | 남구     |
|          | 와푸         | 華富     | Wah Fu              |          | (건설 예정)      | 남구     |
|          | 틴완         | 田灣     | Tin Wan             |          | (건설 예정)      | 남구     |
|          | 헝공자이     | 香港仔   | Aberdeen            |          | (건설 예정)      | 남구     |
|          | 웡죽항       | 黃竹坑   | Wong Chuk Hang      | 남공도선 | 2016년 12월 28일 | 남구     |
|          |              |          |                     |          |                  |          |

## 같이 보기
- 홍콩 지하철의 미개통 노선

### 내용주
1. ↑  공도선 중간역으로 개통.
2. ↑  남공도선 중간역으로 개통.

### 참조주
1. ↑  “Railway Development Strategy 2014” (PDF). Transport and Housing Bureau. September 2014. 2018년 6월 29일에 원본 문서 (PDF)에서 보존된 문서. 2018년 7월 11일에 확인함.
2. ↑  《Comprehensive Transport Study Final Report》. Hong Kong: Hong Kong Government. 1989.
3. ↑  《鐵路發展研究公眾諮詢文件》. Hong Kong: Hong Kong Government. 1993.
4. ↑  “路政署：《第二次鐵路發展研究》（撮要） —— 圖四 :組成網絡之方案” (PDF). 2013년 10월 14일에 원본 문서 (PDF)에서 보존된 문서. 2016년 6월 7일에 확인함.
5. ↑  “2007-08 Policy Address”. 《Hong Kong Government》. 2007년 10월 10일. The South Island Line will be commissioned no later than 2015.
6. ↑  “港鐵南港島西綫 料後年動工”. 《Hong Kong Economic Times》. 2015년 9월 24일에 원본 문서에서 보존된 문서. 2016년 6월 7일에 확인함.
7. ↑  《Railway Development Strategy 2014》 (PDF). Hong Kong: Transport and Housing Bureau. 2014. 42–46쪽. An indicative implementation window from 2021 to 2026 is recommended for planning the South Island Line (West)
8. ↑  “議員不滿多個新鐵路項目延遲 政府：已有落成時間”. 《Commercial Radio》 (중국어 (홍콩)). 2023년 2월 3일. 2023년 5월 12일에 확인함.

## 관련 문헌
홍콩 정부와 입법부 계획안
- “Second Railway Development Study (RDS-2)” (PDF). Hong Kong: Highways Department. 2006년 2월 7일에 원본 문서 (PDF)에서 보존된 문서. 2005년 2월 27일에 확인함..
- “Information paper about the Feb 2005 scheme” (PDF). Hong Kong: Panel of Transport, Legislative Council. 2005년 2월 21일. 2005년 2월 27일에 확인함..
- “Background brief on Route 4, South Hong Kong Island Line and West Hong Kong Island Line” (PDF). Hong Kong: Panel of Transport, Legislative Council. 2005년 2월 21일. 2005년 2월 27일에 확인함..
- “Presentation of Feb 2005 scheme by MTR” (PDF). Hong Kong: Panel of Transport, Legislative Council. 2005년 2월 25일. 2005년 3월 5일에 확인함..

보도 자료
- “MTR Corporation welcomes Government's decision on West Island line and South Island line” (PDF).. (30 June 2005). From MTR Corporation.
- https://web.archive.org/web/20140318191939/http://www.mtr-southislandline.hk/pdf/press-release/26022014_pr_e.pdf